# Beaumont-lès-Valence
Beaumont-lès-Valence é uma comuna francesa na região administrativa de Auvérnia-Ródano-Alpes, no departamento de Drôme. Estende-se por uma área de 17,61 km². Em 2010 a comuna tinha 3 896 habitantes (densidade: 221,2 hab./km²).